# Дюлак, Жозеф
Жозе́ф Дюла́к (фр. Joseph Dulac, 5 мая 1827 — 30 января 1897) — французский аббат, естествоиспытатель, ботаник и археолог.

## Биография и деятельность
Жозеф Дюлак родился 5 мая 1827 года. Будучи пастором Совтера, отец Дюлак собирал и систематизировал высшие растения и грибы Верхних Пиренеев. Также он интересовался микологической тератологией. В 1867 году он опубликовал по изучаемой территории перечень флоры, к которому планировал составить систематику гименомицетов.
Также он сделал греко-французский перевод святого Дионисия (Париж, 1865 год) и внёс некоторый вклад в археологию.
Жозеф Дюлак умер 30 января 1897 года.

## Публикации
- Saint Dionysius (the Areopagite), Joseph Dulac (Abbé.). Oeuvres de Saint Denys l'Aréopagite: Tr. du grec en français avec. — Paris, 1865. — 671 с.
- Joseph Dulac (Abbé.). Plantes vasculaires spontanées classification naturelle dichotomies pour arriver seul et sans maitre à la détermination des familles, des genres, des espèces, table complète étymologique, gravures dans le texte, carte géographique. — Paris: F. Savy, 1867. — XII + 638 с.
- L'Abbé Joseph Dulac. Généalogie de la famille de Briquet / C. Larrieu. — 1895. — 432 с.

## Заслуги и признание
Являлся членом ботанического общества Франции.